# 東京二・京太
東京二・京太（あずまきょうじ、きょうた）は昭和期の漫才コンビ。

## メンバー
東 京二
東 京太（あずま きょうた、本名：菅谷利雄、1943年7月21日 - ）
東京都台東区出身。ボケ担当。
1961年、松鶴家千代若・千代菊に入門。翌年『鶴田松夫・竹夫』というコンビを結成したが、2年で解散し京二と組み直す。
ピンでは競輪評論家として活動。

## 略歴
- 1963年 - 西若二・菊二の名で初舞台。
- 1966年2月 - 当時の東京都知事東龍太郎によって東京二・京太と命名。
- 1969年 - NHK新人演芸大賞で優勝し、息の合った実力派コンビとして活躍。
- 1973年〜1974年 - 時代劇『ぶらり信兵衛 道場破り』（フジテレビ 東映）に出演。
- 1985年 - 方向性の違いにより解散。

## 芸風
- 京太の栃木弁のボケ（師匠の千代若の口真似）に、京二の北海道弁のツッコミが人気を博した。
- 解散後、それぞれ夫婦漫才（東京二・笑子、東京太・ゆめ子）を結成。
  - 京二は1994年に笑子[1]が交通事故にあい、ひとりで舞台を続ける。1996年秋に笑子が復帰し、コンビを復活させたが2004年笑子の休業に伴い解散。弟子の東たかし（現：結城たかし）と組み『東京二・たかし』として活動していたが、2008年一旦解散。その後、漫談家として活動していたが、2023年に結城たかしとコンビを再結成し『J・J京二・たかし』として活動している。
- 弟子に東京丸・京平、東京介[2]らがいる。

## 主なネタ
- 大当たり大吉
- あの待ち、この待ち

## 作品

### CD・レコード
- 忘れはしないよおゆきちゃん（1969年11月テイチク発売）
- 花の呼び込み人生（1975年頃、ローヤルレコード（マキシム））